# Símbolo de Föppl
O símbolo de Föppl foi criado por August Föppl, a fim de facilitar a notação principalmente em mecânica.

## Definição
O símbolo de Föppl não é uma notação matemática, foi adotado por engenheiros para ser usado na mecânica aplicada.
{\displaystyle \langle x-a\rangle ^{n}={\begin{Bmatrix}0&\mathrm {para} &x<a\\(x-a)^{n}&\mathrm {para} &x>a\end{Bmatrix}}.}
Isto significa que o valor da expressão entre parênteses retos é nulo para valores de x menores que "a", e para valores de x maiores que "a" o parênteses reto reduz-se ao parêntese normal da matemática, {\displaystyle (x-a)^{n}}. Observe-se que o símbolo de Föppl não é definido para {\displaystyle x=a}. Para este ponto são necessárias outras fórmulas, por exemplo o equilíbrio de um elemento diferencial. Na maioria dos casos porém tais considerações não são necessárias.
Como caso especial temos:
{\displaystyle \langle x-a\rangle ^{0}={\begin{Bmatrix}0&\mathrm {para} &x<a\\1&\mathrm {para} &x>a\end{Bmatrix}}.}
Desta forma descontinuidades podem ser modeladas, como por exemplo forças concentradas.
Derivada e integral podem ser igualmente definidas:
{\displaystyle {\frac {\mathrm {d} }{\mathrm {d} x}}\langle x-a\rangle ^{n}=n\langle x-a\rangle ^{n-1}}
{\displaystyle \int \langle x-a\rangle ^{n}\mathrm {d} x={\frac {1}{n+1}}\langle x-a\rangle ^{n+1}+C}

## Finalidade
O símbolo de Föppl permite a representação simplificada das forças e momentos ao longo de uma viga. Sem esta simbologia, cada força ou momento concentrado exigiriam uma nova equação para cada trecho da viga.
Os expoentes do símbolo de Föppl dependem da distribuição de forças ou momentos. Por exemplo, se o carregamento q(x) é constante, n=0; para forças ou momentos concentrados, n=0; se q(x) é linear, n=1; se q(x) é quadrático, n=2; e assim por diante.
Seja por exemplo q(x) linear, sendo n=1. A força cisalhante Q(x) terá o expoente n+2 e o momento fletro M(x) n=3.

### Exemplo
Uma viga de comprimento L é simplesmente apoiada em sua extremidade esquerda A e vinculada em sua extremidade esquerda D com roletes, sendo portanto estaticamente definida. No ponto B, à distância "f" de A, atua uma força concentrada "F", e no ponto C, localizado à direita de B e à distância "m" de A, atua o momento concentrado "M". O sistema de coordenadas tem origem em A, com o eixo x para a direita e y para cima.
A relação entre carregamento e forças internas é
{\displaystyle {\frac {\mathrm {d} Q(x)}{\mathrm {d} x}}=-q(x)\qquad {\frac {\mathrm {d} M(x)}{\mathrm {d} x}}=Q(x).}
A força cortante na direção y é dada por
- com o símbolo de Föppl:

{\displaystyle Q(x)=-F_{Ay}+F\langle x-f\rangle ^{0}.}
Explicação: A força cortante à esquerda do ponto B é o negativo da força reativa no suporte esquerdo, FAy, pois o símbolo de Föppl para x < f é nulo. À direita do ponto f o símbolo de Föppl vale 1, significando que a carga concentrada F é introduzida como um salto na expressão da força cortante.
- sem o símbolo de Föppl:

{\displaystyle Q(x)={\begin{Bmatrix}-F_{Ay}&\mathrm {para} &0<x<f\\-F_{Ay}+F&\mathrm {para} &f<x<l\end{Bmatrix}}.}
O momento fletor (eixo z) é dado por
- com o símbolo de Föppl:

{\displaystyle M_{z}(x)=-F_{Ay}x+F\langle x-f\rangle ^{1}+M\langle x-m\rangle ^{0}}
- sem o símbolo de Föppl:

{\displaystyle M_{z}(x)={\begin{Bmatrix}-F_{Ay}x&\mathrm {para} &0<x<f\\-F_{Ay}x+F(x-f)&\mathrm {para} &f<x<m\\-F_{Ay}x+F(x-f)+M&\mathrm {para} &m<x<l\end{Bmatrix}}.}